# David Le Porho
David Le Porho, né en 1977, est un raquetteur franco-canadien, double champion du monde en 2011 et 2012.

## Biographie
David Le Porho grandit à Surzur, près de Vannes (Morbihan), puis étudie à Lorient (Université de Bretagne-Sud) et à Saint-Étienne (Université Jean-Monnet, obtenant un diplôme d'ingénieur en plasturgie. En 2004, il émigre à Montréal (Québec).

## Course à pied
Adepte de la course à pied depuis plusieurs années, David Le Porho se lance dans un tour du monde des marathons en 2007-2008. Au cours de ce voyage d'un an, il court cinq marathons sur autant de continents: Buenos Aires (Argentine), Westport (Nouvelle-Zélande), Nagano (Japon), Kigali (Rwanda) et Helsinki (Finlande).
Il possède un record personnel de 2h18 sur marathon et 1h06 sur semi-marathon.
Par la suite, il enchaîne les marathons et les semi-marathons en Amérique du Nord (San Francisco, Philadelphie, Boston, Chicago, New York). En 2011, il est le meilleur Canadien au célèbre Marathon de Boston, avec un temps de 2 h 29 min 23 s.
David Le Porho est un marathonien de haut niveau, il fait des marathons et semi-marathon un peu partout dans le monde. Voici quelques-uns de ses résultats.
2016 - Au marathon de Reykjavik en Islande, il prend la première position avec un temps de 2 h 29 min 45 s. Il participe à un 5000 mètres à Sherbrooke, il termine 3e en 15 min 09 s.
2017 - Il termine 41e au Semi-Marathon de New York, USA en 1 h 9 min 49 s.
2018 - Il participe au Marathon de La Rochelle où il termine 5e en 2 h 27 min 55 s. Il participe aussi au Semi-Marathon Rock'N'Rool de Chicago ou il termine 5e en 1 h 11 min 05 s.
2019 - Il prend le départ du Semi-Marathon de Houston en 1 h 07 min 54 s.

## Records de David Le Porho
| Distance            | Événement et Lieu             | Temps           |
| ------------------- | ----------------------------- | --------------- |
| 10 kilomètres Route | 10 kilomètres de Québec       | 30 min 40 s     |
| 20 kilomètres Route | Tour du Lac-Brome             | 1 h 03 min 56 s |
| Semi-Marathon       | Semi-Marathon de Philadelphie | 1 h 06 min 55 s |
| Marathon            | Marathon de Sacramento        | 2 h 19 min 37 s |

## Raquettes
David Le Porho s'initie à la course en raquettes et dispute ses premières courses au Québec. En février 2011, il est invité par les organisateurs à la World Snowshoe Invitational de Myōkō (Japon), une course de 15 km considérée comme le championnat du monde de la discipline. Il l'emporte, ce qui constitue sa première grande victoire internationale.
Le 11 mars 2012, il est à nouveau sacré champion du monde de raquette en remportant le Snowshoe World Championship à Montmorency (Québec), couru sur une distance de 10 km. Il devance l'Américain Eric Hartmark et le Français Stéphane Ricard,.
David Le Porho a fondé le Club Raquettes Montréal en 2011.